# Міленко Себич
Міленко Себич (30 жовтня 1984 , Trstenikd, Кралево ) — сербський стрілець, бронзовий призер Олімпійських ігор 2020 року, чемпіон Європи, призер чемпіонатів світу та Європи.

## Виступи на Олімпіадах
| Олімпіада           | Дисципліна                              | Місце |
| ------------------- | --------------------------------------- | ----- |
| Ріо-де-Жанейро 2016 | пневматична гвинтівка, 10 метрів        | 33    |
| Ріо-де-Жанейро 2016 | гвинтівка лежачи, 50 метрів             | 34    |
| Ріо-де-Жанейро 2016 | гвинтівка з трьох положень, 50 метрів   | 11    |
| Токіо 2020          | пневматична гвинтівка, 10 метрів        | 31    |
| Токіо 2020          | пневматична гвинтівка, 10 метрів, мікст | 29    |
| Токіо 2020          | гвинтівка з трьох положень, 50 метрів   | 3     |

## Зовнішні посилання
- Міленко Себич — олімпійська статистика на сайті Sports-Reference.com (англ.) (архівна версія)
- Міленко Себич на сайті ISSF